# Monkey Punch
Monkey Punch (jap. モンキー・パンチ, Monkī Panchi) ist das Pseudonym des japanischen Comiczeichners (Mangaka) Kazuhiko Katō (加藤 一彦, Katō Kazuhiko; * 26. Mai 1937 in Hamanaka, Hokkaidō; † 11. April 2019). Sein bekanntestes Werk ist die Mangaserie Lupin III, welche auch als Anime umgesetzt wurde.
Inspiriert durch die Comics des MAD-Magazins begann Monkey Punch seine Karriere als Cartoonzeichner bei einem auf Leihbücher und Magazine spezialisierten Verlag. Hier arbeitete er zuerst unter seinem Pseudonym 加東 一彦, was ebenfalls Katō Kazuhiko bedeutet, aber mit anderen Kanji geschrieben wird. 1965 veröffentlichte er Playboy Nyūmon (プレーボーイ入門) unter dem neuen Pseudonym Eiji Gamuta (がむた 永二, Gamuta Eiji). Ein Jahr später änderte er seinen Künstlernamen in „Monkey Punch“, welchen er eigentlich nur vorübergehend benutzen wollte.
Monkey Punch hat in den Jahren von 1962 bis 1997 insgesamt über 60 verschiedene Mangas, Anime und dazugehörige Spin-offs gezeichnet. Seinen größten Erfolg erzielte er mit Manga und Anime Lupin III, welches ab 1967 im japanischen Manga-Magazin Weekly Manga Action erschien. Daneben zählen das 1980 erschienene Anime Cinderella Boy und Musashi Gundoh (MUSASHI -GUN道-) von 1997 zu seinen bekannteren Werken.